# Pachygrapsus gracilis
Pachygrapsus gracilis är en kräftdjursart som först beskrevs av de Saussure 1858.  Pachygrapsus gracilis ingår i släktet Pachygrapsus och familjen ullhandskrabbor. Inga underarter finns listade i Catalogue of Life.